# Мадоне
Мадоне (итал. Madone) — коммуна в Италии, находится в регионе Ломбардия, подчиняется административному центру Бергамо.
Население составляет 3415 человек, плотность населения составляет 1584 чел./км². Занимает площадь 2 км². Почтовый индекс — 24040. Телефонный код — 035.
Покровителем коммуны почитается святой Иоанн Предтеча, празднование 24 июня.

## Галерея

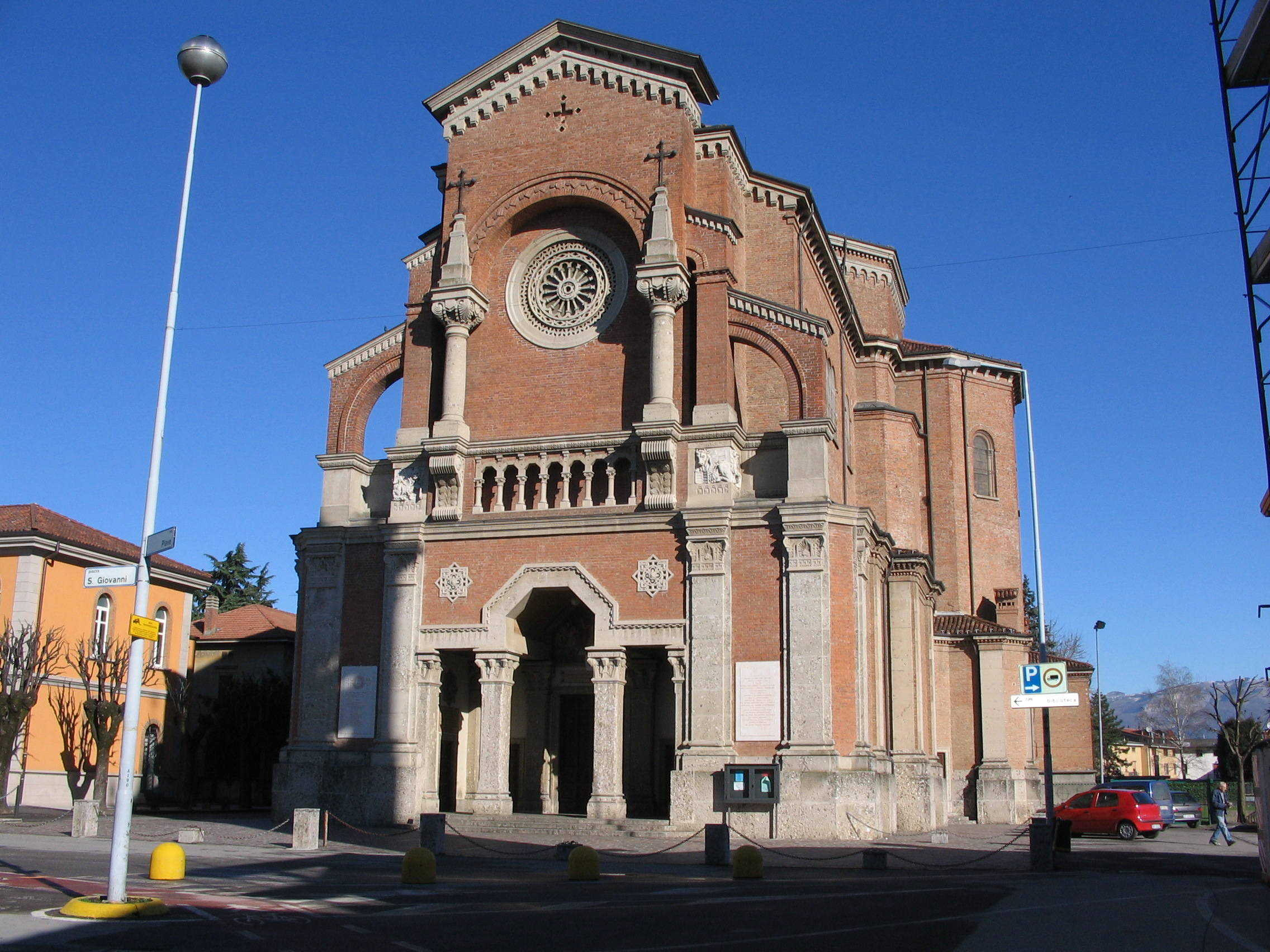
Приходской храм Иоанна Предтечи
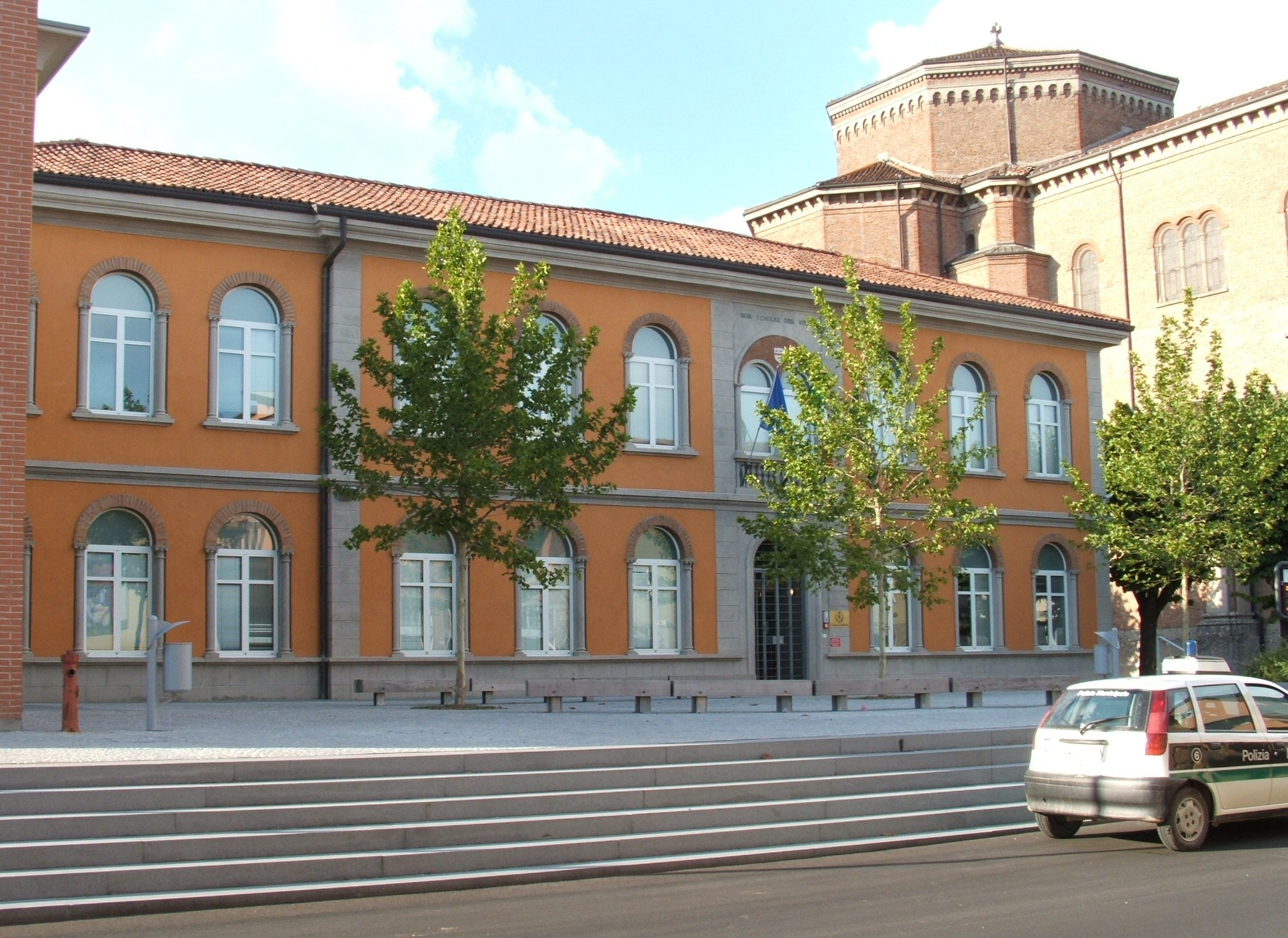
Муниципалитет
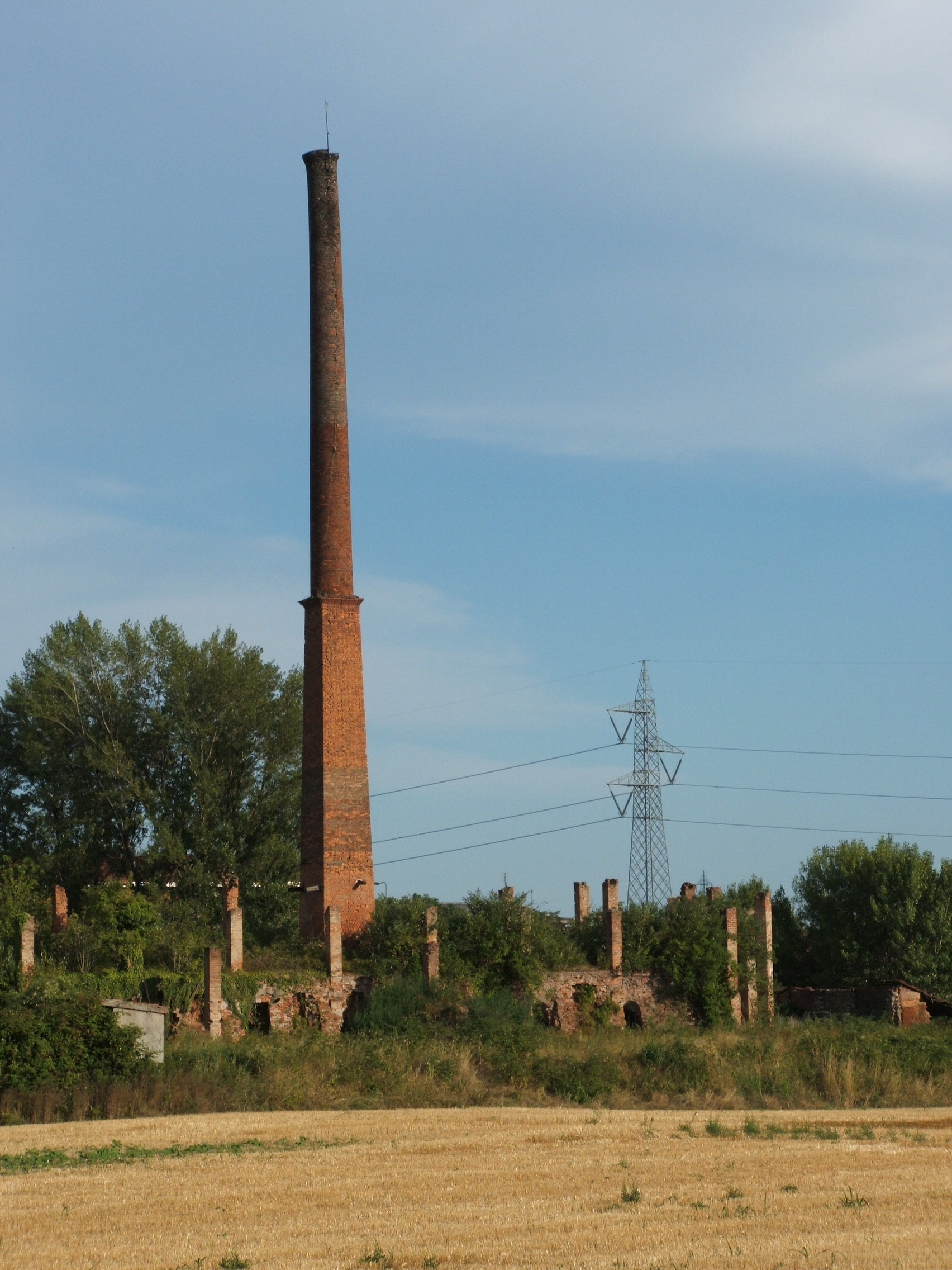
Печи
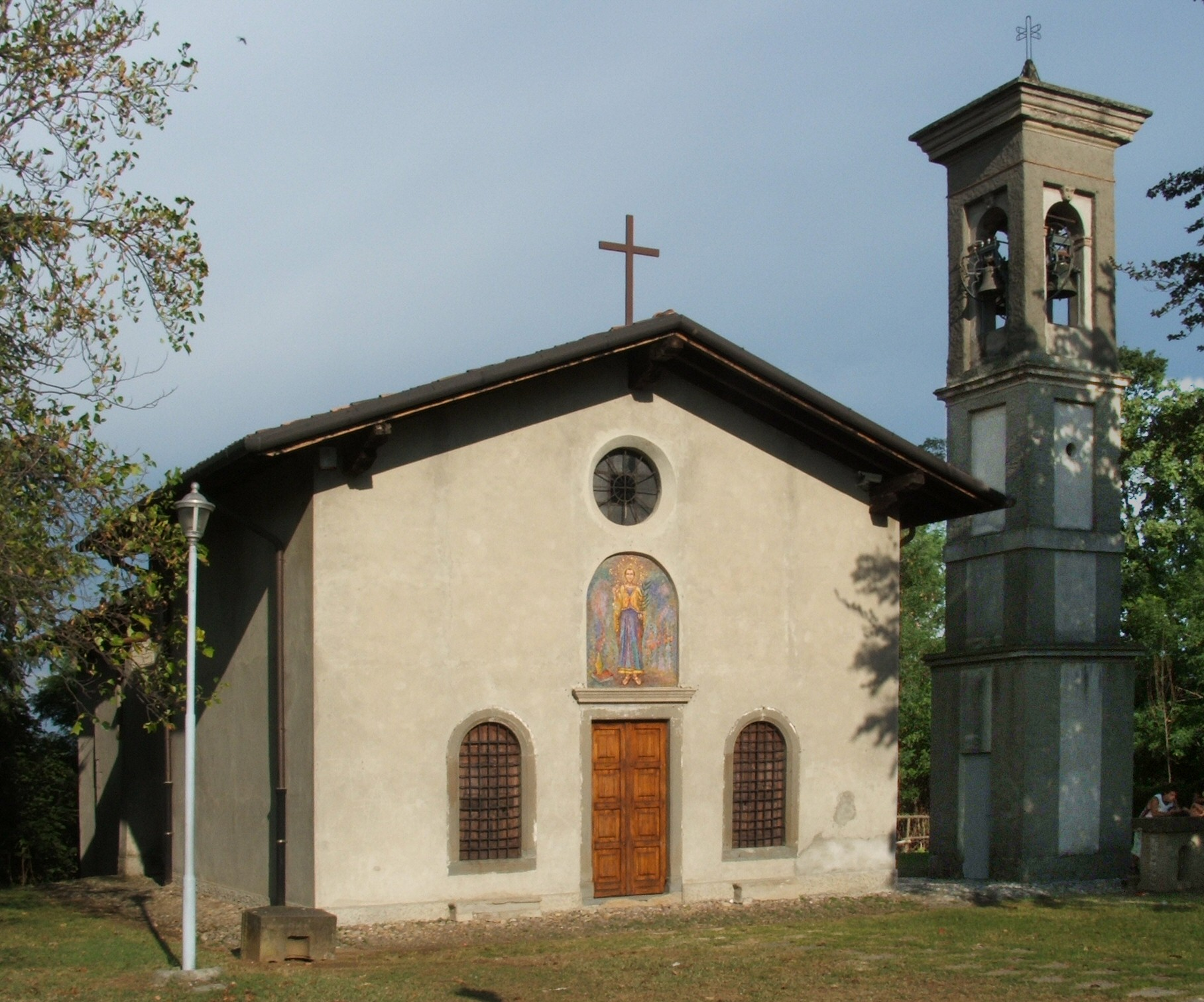
Храм святого великомученика и целителя Пантелеимона
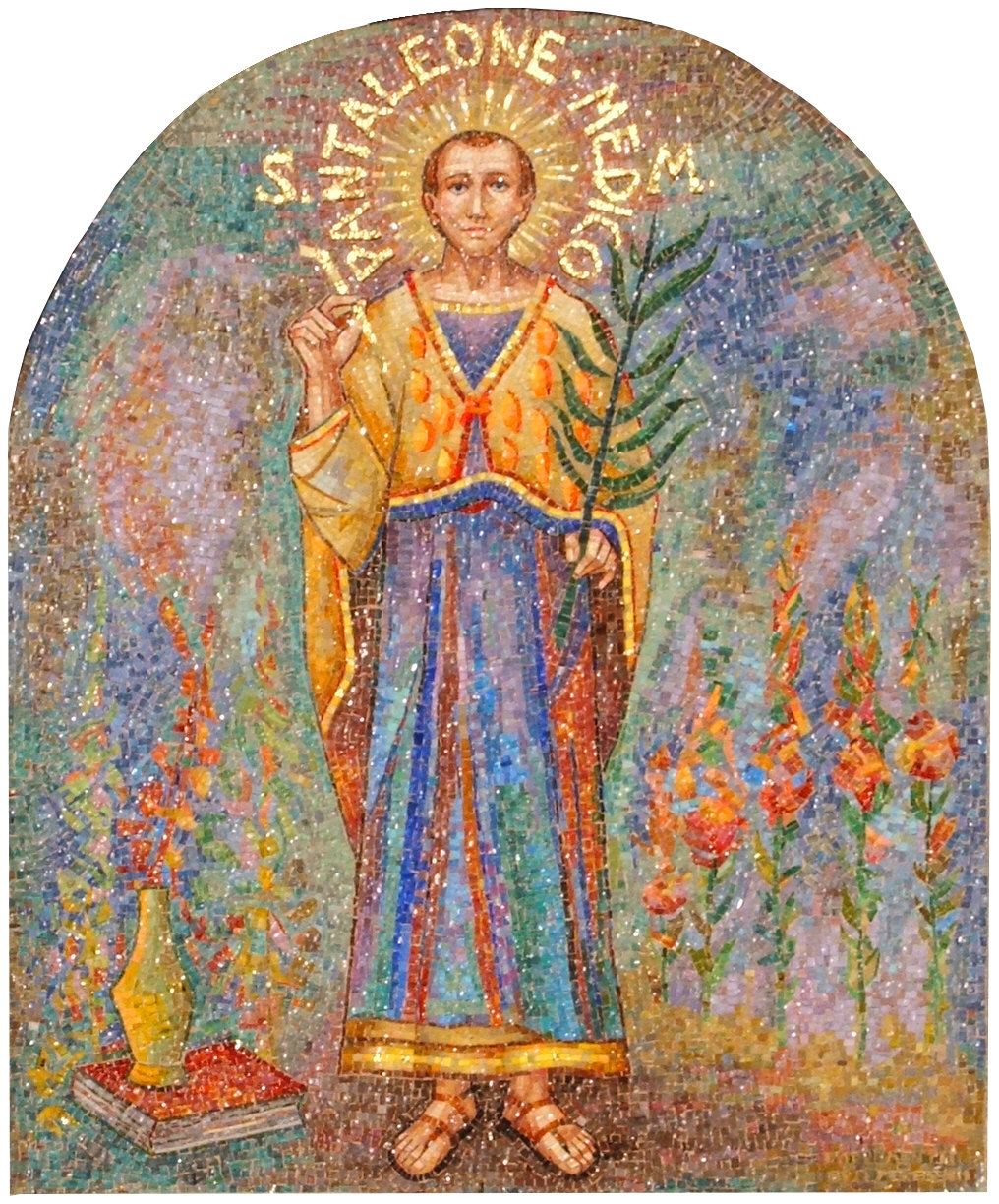
Святой великомученик и великомученик и целитель Пантелеимон
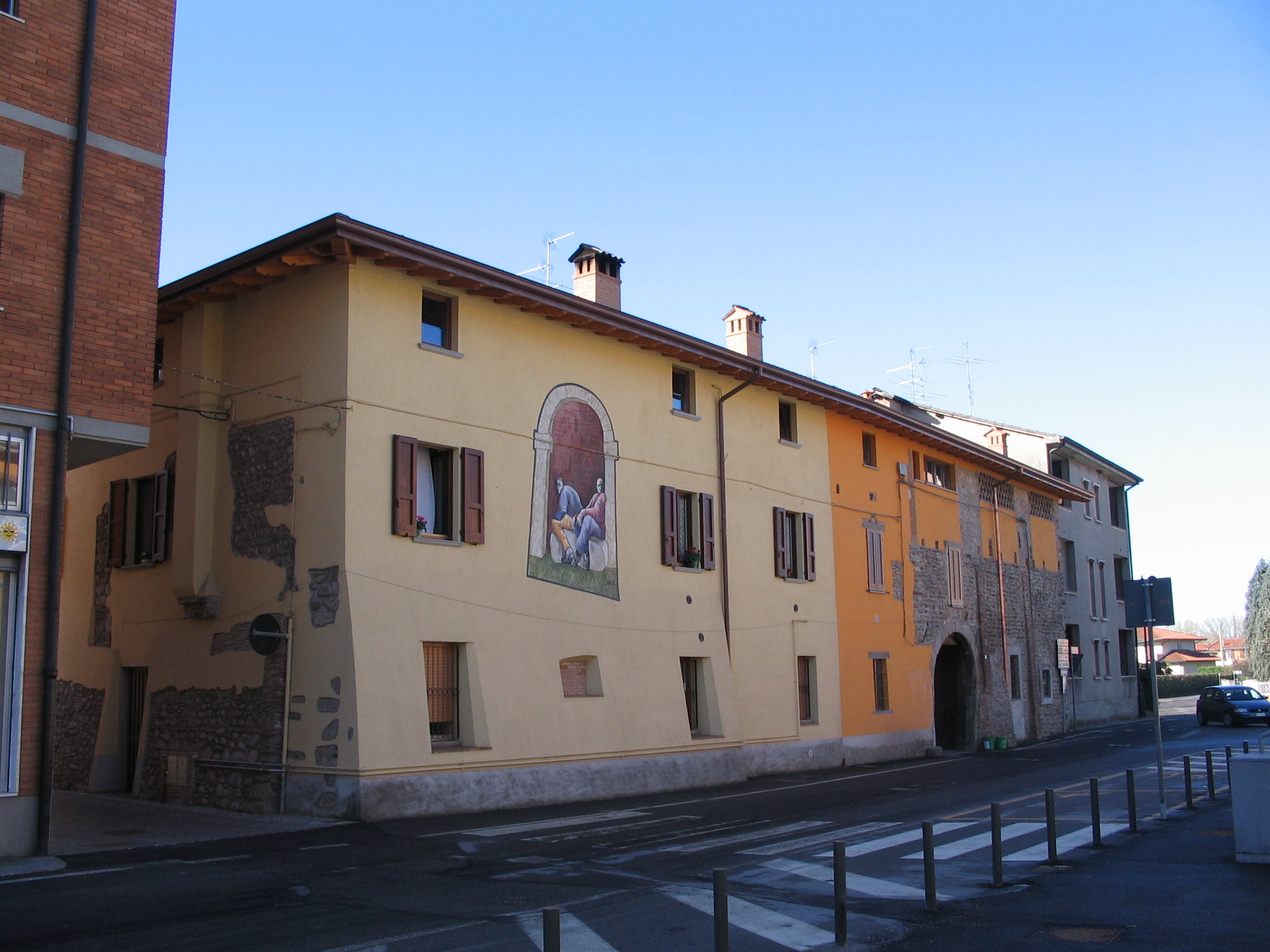
Настенная живопись

## Города-побратимы
- Диссе[фр.], Франция
- Вила-Нова-да-Баркинья, Португалия